# Terany
Terany jsou obec v okrese Krupina na jihu středního Slovenska v regionu Hont. Žije zde 583 obyvatel.

## Polohopis
Leží v rovinaté oblasti v nadmořské výšce 144 m n. m. Na rozhraní Štiavnických vrchů, Krupinské planiny a Ipeľské pahorkatiny, protéká přes ni řeka Štiavnica. Obcí prochází dopravní tepna I / 66 a E77, spojující Budapešť s Varšavou (kdysi byla nazývána i „Magna via“). V budoucnu se v blízkosti obce bude nacházet rychlostní silnice R3, která odkloní zejména tranzitní dopravu a také se nedaleko bude nacházet křižovatka rychlostních silnic R3 a R7. Dopravní síť doplňuje i železniční trať 153 (momentálně využívána pouze pro nákladní přepravu). Klimaticky patří území obce do oblasti teplé, podoblasti mírně suché s mírnou zimou.

## Kultura a zajímavosti

### Památky
- Evangelický kostel, jednolodní historizující stavba s pravoúhle ukončeným presbytářem a věží tvořící součást hmoty kostela z let 1810–1811. Kostel stojí na místě starší toleranční stavby. V roce 1851 zasáhl kostel požár, v letech 1868–1869 prošel obnovou, která mu dala současnou historizující podobu s prvky neorománském stylu.[2] Interiér kostela je plochostropý, nachází se zde zděná empora s varhanami. Oltář je neoklasicistní sloupová architektura. Fasáda kostela je členěna rizalitem, nad portálem se nachází sdružené okno, na bočních stranách dva páry slepých oken.

## Osobnosti obce

### Rodáci
- Ladislav Ballek (1941–2014), spisovatel, politik a diplomat.